# 上欧克塞勒
上欧克塞勒（法語：Auxelles-Haut，法語發音：[oksɛl o]）是法国勃艮第-弗朗什-孔泰大区贝尔福地区省的一个市镇，位于该省西北部，与下欧克塞勒相邻，属于贝尔福区。

## 地理
上欧克塞勒（47°44'36"N, 6°46'23"E）面积6.48 平方千米，位于法国勃艮第-弗朗什-孔泰大區贝尔福地区省，该省份为法国东北部内陆省份，东临上莱茵省，北起孚日省，西接上索恩省，南与杜省和瑞士接壤。
与上欧克塞勒接壤的市镇（或旧市镇、城区）包括：勒皮、下欧克塞勒、普朗谢莱米讷、日罗马尼。

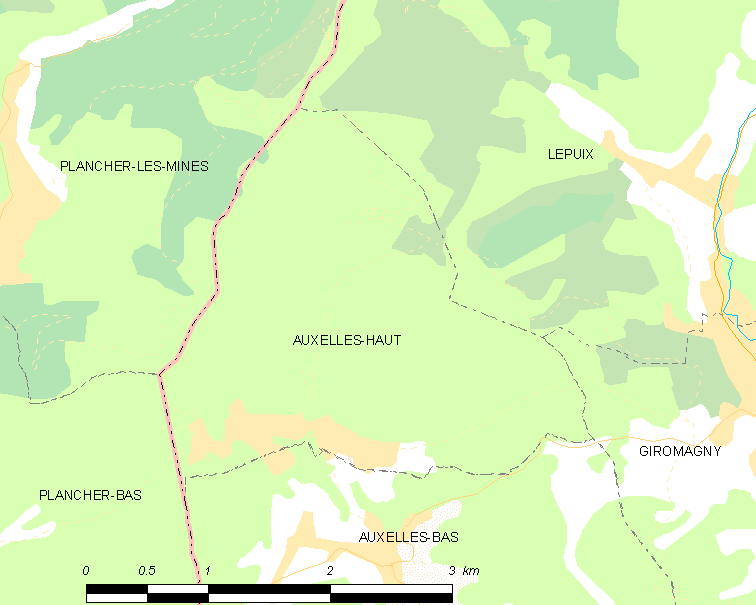
上欧克塞勒的OSM定位图

上欧克塞勒的时区为UTC+01:00、UTC+02:00（夏令时）。

## 行政
上欧克塞勒的邮政编码为90200，INSEE市镇编码为90006。

## 政治
上欧克塞勒所属的省级选区为日罗马尼县。

## 人口

1962-2008年间上欧克塞勒人口变化图示

上欧克塞勒于2022年1月1日时的人口数量为287人。